# 金炅俠
金炅俠（：／ Kim Gyeong-hyeop，1962年12月3日—），大韓民國自由派政治人物，第19到21屆國會議員。